# Ураганът в Нова Англия от 1815 г.
Голямата септемврийска буря от 1815 г. (думата „ураган“ все още не е била използвана в американския диалект на английски) е един от петте „големи урагана“ (Категория 3 по скалата на ураганите на Сафир-Симпсън), които връхлитат Нова Англия от 1635 г. По времето, когато удря, Голямата септемврийска буря е първият ураган, ударил североизточната част на Съединените щати от 180 години.
След като удря Лонг Айлънд, ураганът също нанася големи щети в щатовете Кънектикът, Масачузетс, Ню Хемпшир и Роуд Айлънд. Роуд Айлънд претърпява най-големите щети, тъй като вълната на бурята наводнява градове по протежението на залива Нарагансет до Провидънс.

## Произход
Ураганът за първи път връхлетява островите Търкс близо до Бахамските острови на 20 септември със сила, оценена като еквивалентна на ураган от категория 4.

## Въздействие

### Ню Йорк
Бурята удря Лонг Айлънд на 23 септември 1815 г., вероятно идвайки на брега близо до Център Моричес (Лудлум) около 7:00 сутринта На южния бряг на Лонг Айлънд той пробива бариерния плаж и създава входа, който все още изолира Лонг Бийч, който преди това е бил продължение на изток от Да Рокуейс.

### Кънектикът
Около 9:00 сутринта бурята идва на брега в Сейбрук, Кънектикът със силата на ураган, което сега се счита да е категория 3. Съобщава се за вълни до шест фута (1.82 метра) в Ню Лондон.

### Род Айлънд
„Голямата буря“, удря Провидънс, Роуд Айлънд през сутринта на 23 септември. От около 10:00 сутринта до обяд, бурята причинява вълна, която се насочва към залива Нарагансет, където унищожава около 500 къщи и 35 кораба. Десетки кораби са оставени по улиците на Провидънс. Бушпритът на кораба „Ганг“ е разбит в третия етаж на сградата на Вашингтонската застрахователна компания. Втората къща за събрания на баптистите е разрушена. Повечето от сградите от източната страна от южната част на Маркет Хаус до Индия Пойнт са унищожени. В Индия Пойнт са унищожени къщи и кейове. Както Вашингтонският мост, така и Централният (Червен) мост са изкоренени от стълбовете си и разрушени.
Дъждът явно е бил наситен със сол. Листата на дърветата, които не са били издухани, са били покрити с бяло солено покритие, което приличало на лек скреж. Дори къщите побелели.
Линия на Олд Маркет Хаус маркира наводнение с височина 11 ft (3,4 m) , което е ненадминато в града до урагана в Нова Англия през 1938 г., който създава наводнение с височина 17,6 ft (5,4 m). Все още има износена табела на сградата на Род Айлънд Хоспитал Тръст (построена през 1917 г.), заедно с по-нова табела, показваща по-високото ниво на водата от урагана през 1938 г. В Матунук, Роуд Айлънд, изследванията на седиментите са идентифицирали ветрилото на прекомерното промиване на седименти в Сукоташ Марш, където наводнението от урагана през 1815 г. надхвърлил бариерния плаж.
Финансовата загуба е оценена на милион и половина долара (54 милиона лева) една четвърт от общата брутна оценка на града. За щастие само двама души загиват, и двамата в Индия Пойнт.
След бурята, голяма част от района на залива Нарагансет е възстановен с по-високи речни брегове, повдигнати кейове и по-трайни строителни практики, за да се предпази от бъдещи урагани.

### Масачузетс
В Дорчестър, Масачузетс, южно от Бостън, местният историк Уилям Дана Оркът пише в края на 19 век за въздействието на урагана: „През 1815 г. имаше голяма буря, която разруши арката на моста над река Непонсет. Тази арка бе издигната над моста на разделителната линия на градовете [Дорчестър и Милтън] през 1798 г. Първата енорийска къща за събрания в Дорчестър беше твърде разрушена, за да бъде ремонтирана.

### Ню Хемпшир
Окото на урагана преминало в Ню Хемпшир близо до Джафри и Хилсбъро.

## Метеорология
След бурията, идеята за урагана да е като „движещ се вихър“ е представена от Джон Фарар, професор по математика и естествена философия на Холис в Харвардския университет. В статия от 1819 г. той заключава, че бурята „изглежда е била движещ се вихър, а не бързане напред на голямо тяло от атмосферата“.